# جوني باوم
جوني باوم (بالإنجليزية: Johnny Baum)‏ مواليد 17 يونيو 1946 في فيلادلفيا، هو لاعب كرة سلة أمريكي معتزل. بدأ مسيرته الاحترافية في سنة 1969. تم اختياره من قبل فريق شيكاغو بولز خلال الدرافت. يبلغ طوله 6 قدم 5 بوصة (2.0 م). اعتزل اللعب في 1978.

## المسيرة الاحترافية
لعب مع شيكاغو بولز من سنة 1969 إلى 1971، ثم لعب مع بروكلين نتس من سنة 1971 إلى 1973، ثم لعب مع إنديانا بايسرز في سنة 1974.

## روابط خارجية
- جوني باوم على موقع إن بي أي (الإنجليزية)
- جوني باوم على موقع سبورتس رفرنس (الإنجليزية)
- جوني باوم على موقع كلية كرة السلة في سبورتس رفرنس.كوم (الإنجليزية)
- جوني باوم على موقع ريلجم (الإنجليزية)
- جوني باوم على موقع بروبوليرز (الإنجليزية)